# Le Poujol-sur-Orb
Pour les articles homonymes, voir Poujol.
Le Poujol-sur-Orb (en occitan Lo Pojòl) est une commune française située dans l'ouest du département de l'Hérault, en région Occitanie.
Exposée à un climat méditerranéen, elle est drainée par l'Orb, le ruisseau de la Borie Basse et par divers autres petits cours d'eau. Incluse dans le parc naturel régional du Haut-Languedoc, la commune possède un patrimoine naturel remarquable composé de deux zones naturelles d'intérêt écologique, faunistique et floristique.
Le Poujol-sur-Orb est une commune rurale qui compte 944 habitants en 2022. Elle est dans l'unité urbaine de Bédarieux et fait partie de l'aire d'attraction de Bédarieux. Ses habitants sont appelés les Poujolais et Poujolaises.

## Géographie

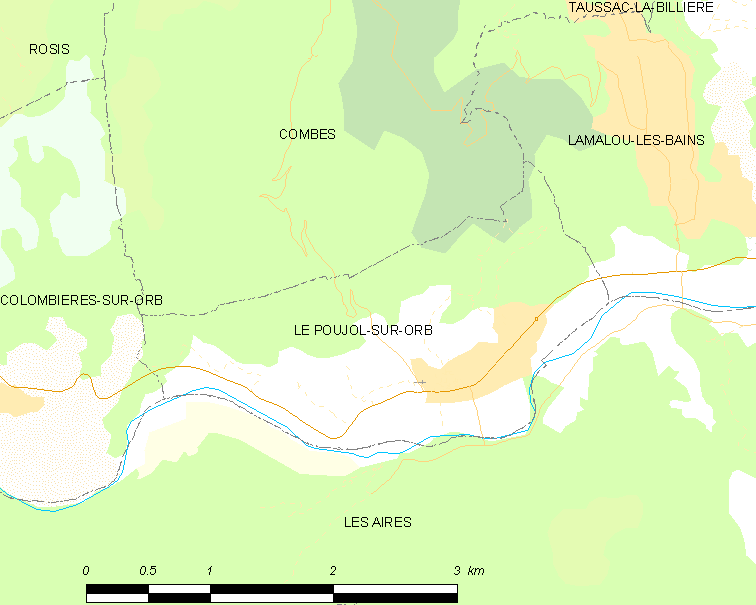
Carte.

Le Poujol-sur-Orb est situé dans le parc naturel régional du Haut-Languedoc. Ce village médiéval a été construit sur la rive droite de l'Orb, autour du château qui le domine, au pied du Caroux. Le Poujol est à 2 km de Lamalou-les-Bains, 10 km de Bédarieux, à 17 km d'Olargues et à 27 km de Roujan.

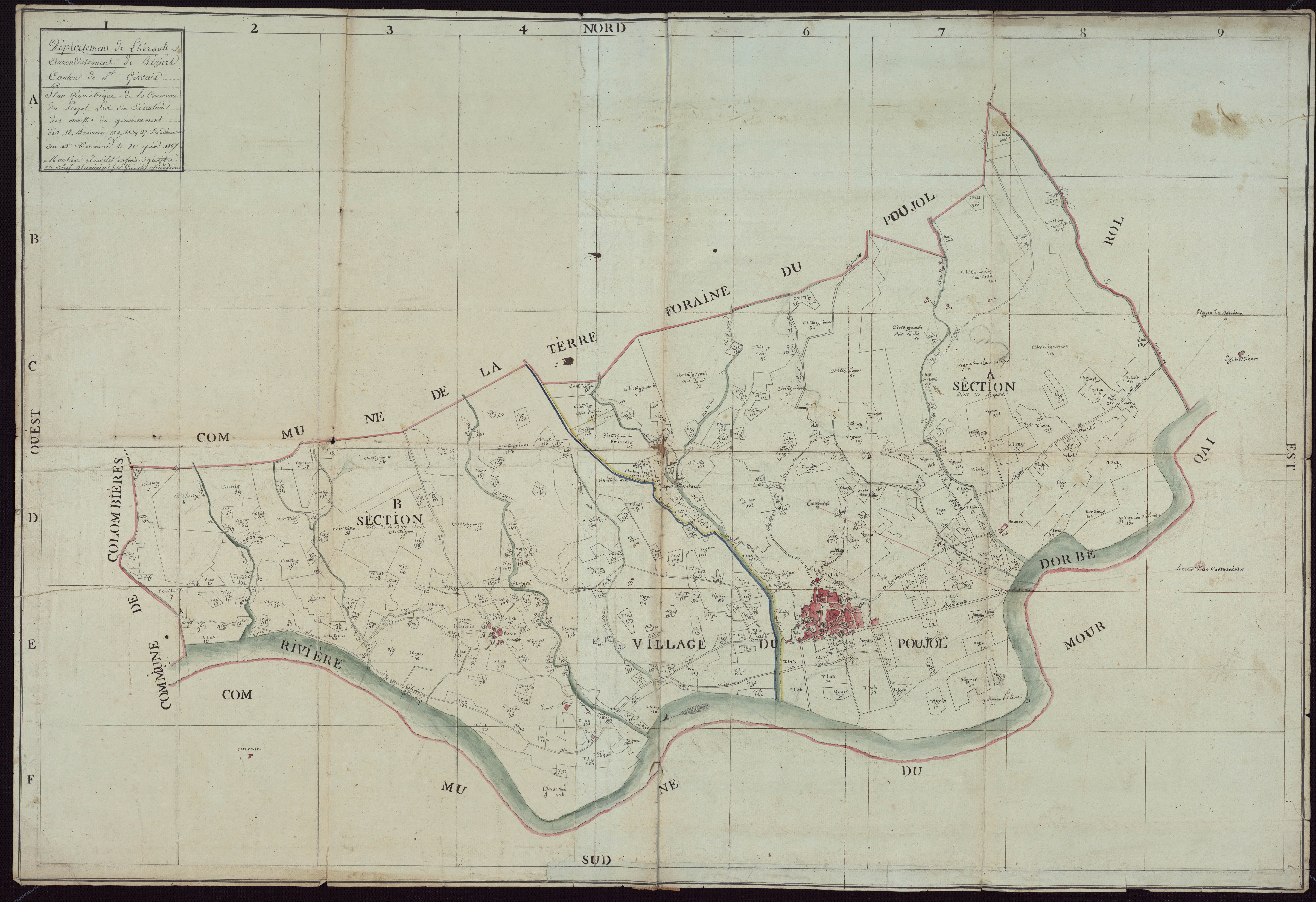
Plan par masse de culture (1807).

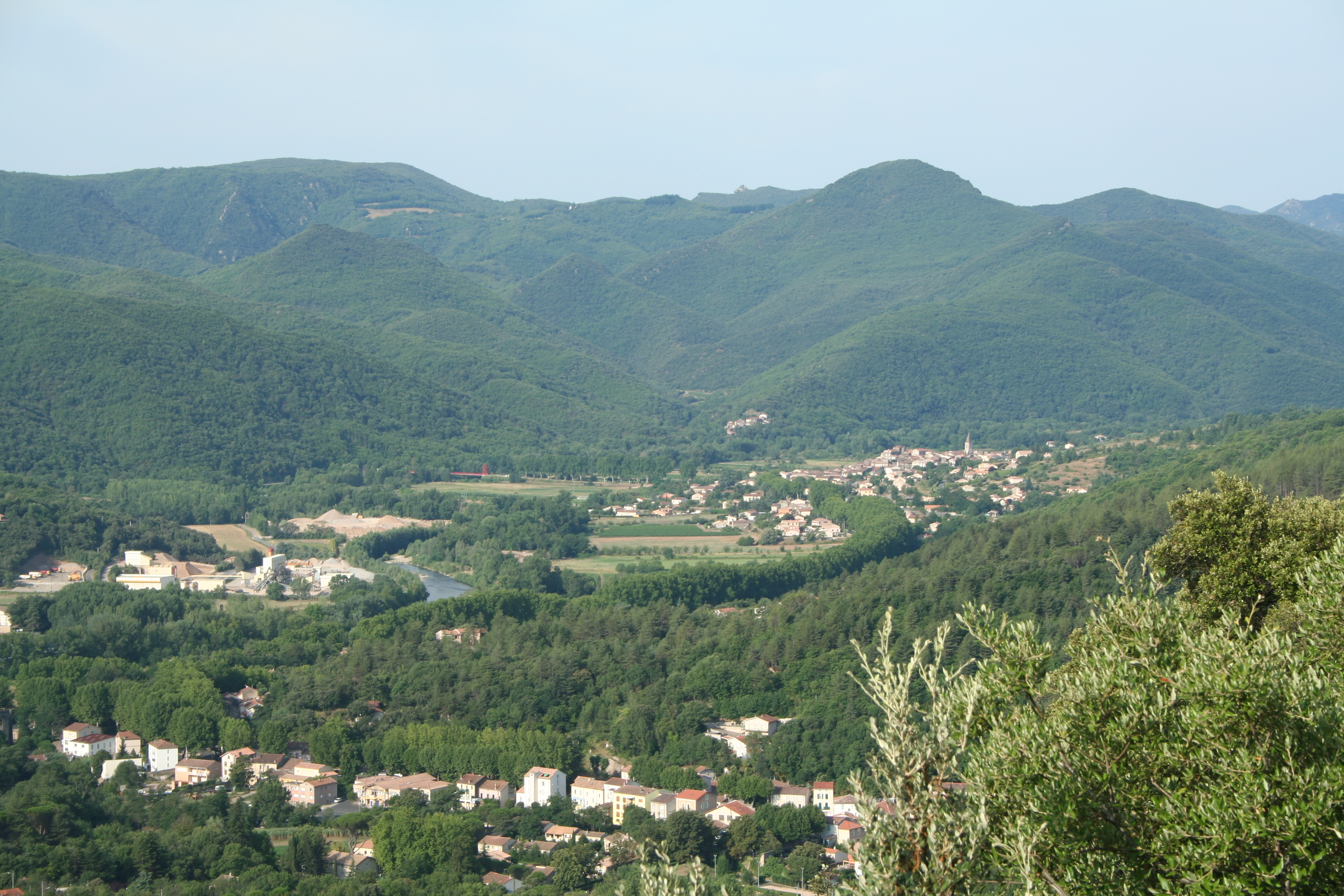
Le Poujol-sur-Orb vu depuis Capimont.

### Communes limitrophes
|                     | Combes            |                   |
| Colombières-sur-Orb | du Poujol-sur-Orb | Lamalou-les-Bains |
|                     | Les Aires         |                   |

### Climat
Pour des articles plus généraux, voir Climat de l'Occitanie et Climat de l'Hérault.
En 2010, le climat de la commune est de type climat méditerranéen franc, selon une étude s'appuyant sur une série de données couvrant la période 1971-2000. En 2020, Météo-France publie une typologie des climats de la France métropolitaine dans laquelle la commune est exposée à un climat méditerranéen et est dans la région climatique Provence, Languedoc-Roussillon, caractérisée par une pluviométrie faible en été, un très bon ensoleillement (2 600 h/an), un été chaud (21,5 °C), un air très sec en été, sec en toutes saisons, des vents forts (fréquence de 40 à 50 % de vents > 5 m/s) et peu de brouillards.
Pour la période 1971-2000, la température annuelle moyenne est de 13,9 °C, avec une amplitude thermique annuelle de 15,9 °C. Le cumul annuel moyen de précipitations est de 990 mm, avec 7,3 jours de précipitations en janvier et 2,4 jours en juillet. Pour la période 1991-2020, la température moyenne annuelle observée sur la station météorologique la plus proche, située sur la commune des Aires à 4 km à vol d'oiseau, est de 14,0 °C et le cumul annuel moyen de précipitations est de 1 111,8 mm,. Pour l'avenir, les paramètres climatiques de la commune estimés pour 2050 selon différents scénarios d’émission de gaz à effet de serre sont consultables sur un site dédié publié par Météo-France en novembre 2022.

### Milieux naturels et biodiversité

#### Espaces protégés
La protection réglementaire est le mode d’intervention le plus fort pour préserver des espaces naturels remarquables et leur biodiversité associée,.
Un  espace protégé est présent sur la commune : 
le parc naturel régional du Haut-Languedoc, créé en 1973 et d'une superficie de 307 184 ha, qui s'étend sur 118 communes et deux départements. Implanté de part et d’autre de la ligne de partage des eaux entre Océan Atlantique et mer Méditerranée, ce territoire est un véritable balcon dominant les plaines viticoles du Languedoc et les étendues céréalières du Lauragais,.

#### Zones naturelles d'intérêt écologique, faunistique et floristique
L’inventaire des zones naturelles d'intérêt écologique, faunistique et floristique (ZNIEFF) a pour objectif de réaliser une couverture des zones les plus intéressantes sur le plan écologique, essentiellement dans la perspective d’améliorer la connaissance du patrimoine naturel national et de fournir aux différents décideurs un outil d’aide à la prise en compte de l’environnement dans l’aménagement du territoire.
Une ZNIEFF de type 1 est recensée sur la commune :
la « vallée de l'Orb entre Hérépian et Colombière-sur-Orb » (156 ha), couvrant 6 communes du département et une ZNIEFF de type 2, : 
le « massif de l'Espinouse » (20 035 ha), couvrant 19 communes du département.

Carte des ZNIEFF de type 1 et 2 au Poujol-sur-Orb.
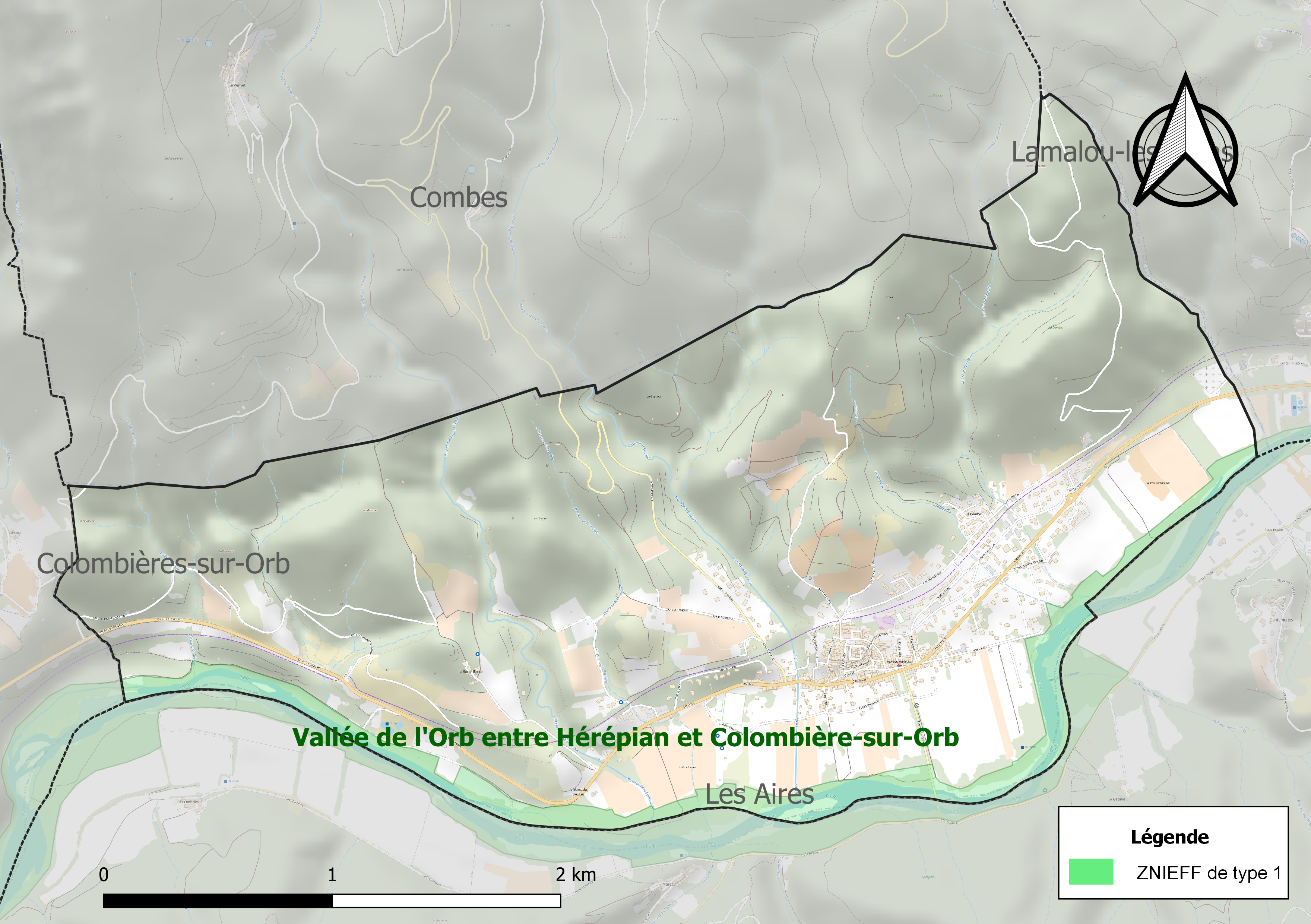
Carte de la ZNIEFF de type 1 sur la commune.
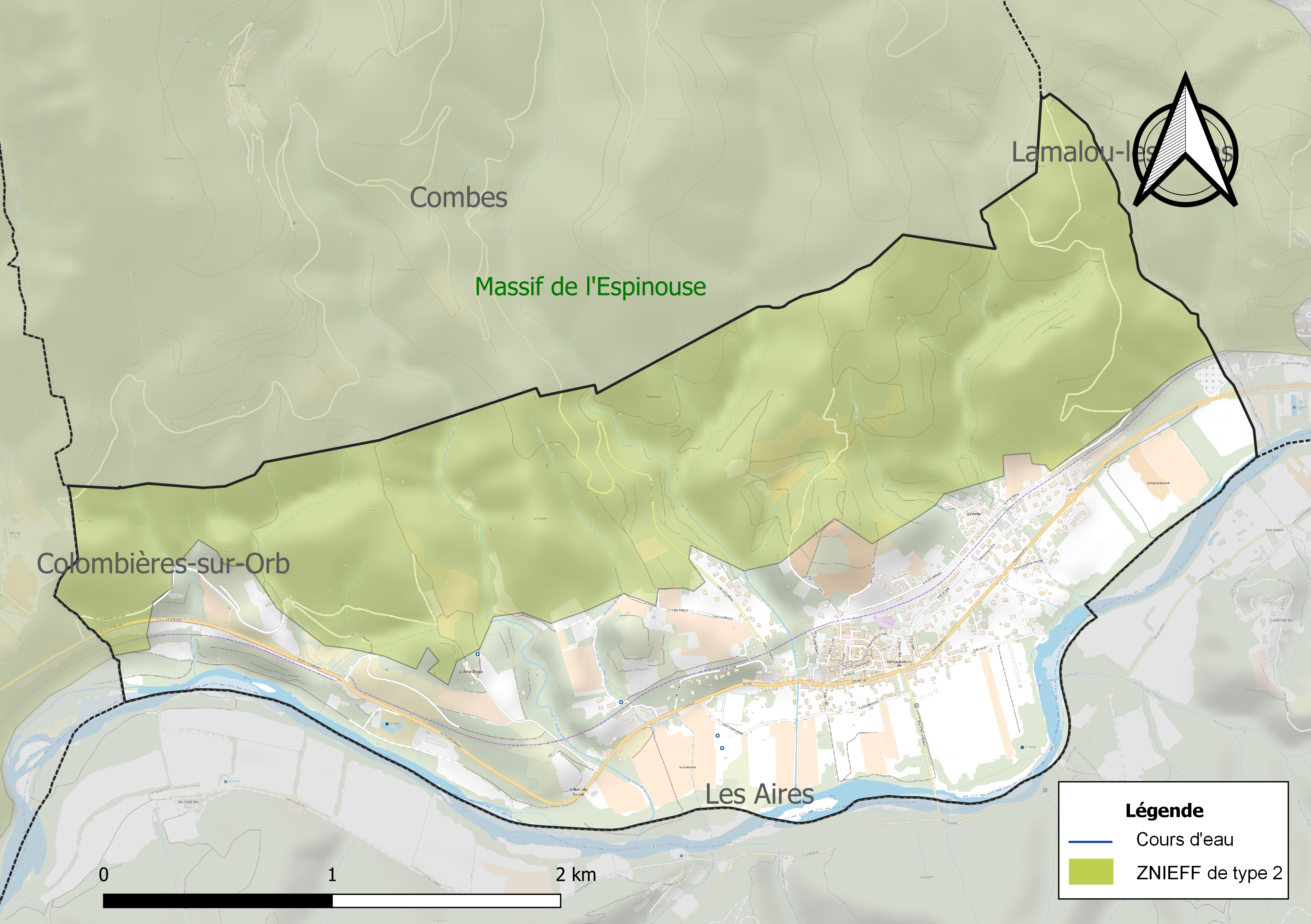
Carte de la ZNIEFF de type 2 sur la commune.

## Urbanisme

### Typologie
Au 1er janvier 2024, Le Poujol-sur-Orb est catégorisée bourg rural, selon la nouvelle grille communale de densité à sept niveaux définie par l'Insee en 2022.
Elle appartient à l'unité urbaine de Bédarieux, une agglomération intra-départementale regroupant neuf  communes, dont elle est une commune de la banlieue,,. Par ailleurs la commune fait partie de l'aire d'attraction de Bédarieux, dont elle est une commune du pôle principal,. Cette aire, qui regroupe 26 communes, est catégorisée dans les aires de moins de 50 000 habitants,.

### Occupation des sols
L'occupation des sols de la commune, telle qu'elle ressort de la base de données européenne d’occupation biophysique des sols Corine Land Cover (CLC), est marquée par l'importance des forêts et milieux semi-naturels (43,9 % en 2018), en augmentation par rapport à 1990 (41,7 %). La répartition détaillée en 2018 est la suivante : 
forêts (43,9 %), zones agricoles hétérogènes (43,1 %), zones urbanisées (12,9 %). L'évolution de l’occupation des sols de la commune et de ses infrastructures peut être observée sur les différentes représentations cartographiques du territoire : la carte de Cassini (XVIIIe siècle), la carte d'état-major (1820-1866) et les cartes ou photos aériennes de l'IGN pour la période actuelle (1950 à aujourd'hui).

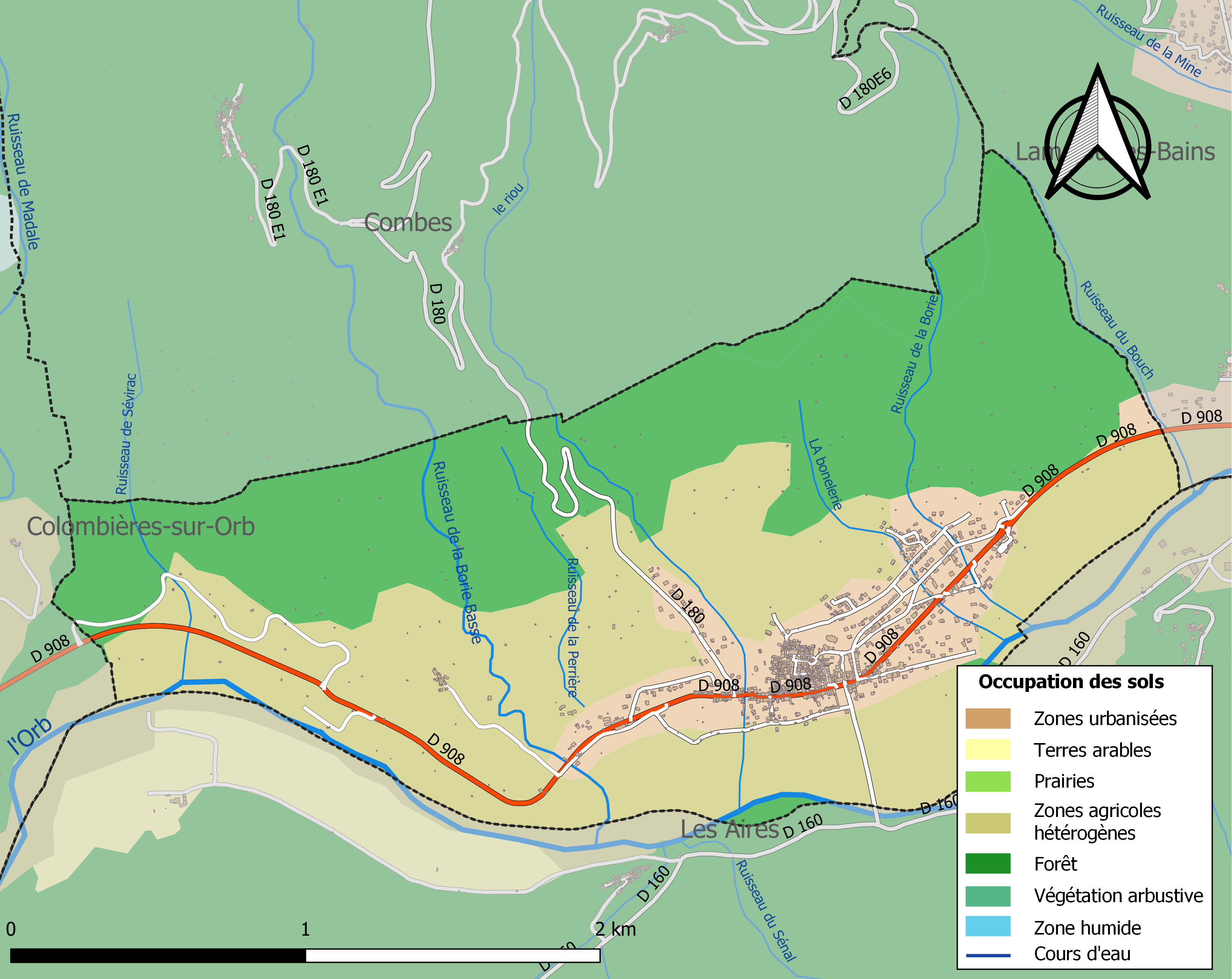
Carte des infrastructures et de l'occupation des sols de la commune en 2018 (CLC).

### Risques majeurs
Le territoire de la commune du Poujol-sur-Orb est vulnérable à différents aléas naturels : météorologiques (tempête, orage, neige, grand froid, canicule ou sécheresse), inondations, feux de forêts et séisme (sismicité très faible). Il est également exposé à deux risques technologiques,  le transport de matières dangereuses et la rupture d'un barrage, et à un risque particulier : le risque de radon. Un site publié par le BRGM permet d'évaluer simplement et rapidement les risques d'un bien localisé soit par son adresse soit par le numéro de sa parcelle.

#### Risques naturels
Certaines parties du territoire communal sont susceptibles d’être affectées par le risque d’inondation par débordement de cours d'eau, notamment l'Orb. La commune a été reconnue en état de catastrophe naturelle au titre des dommages causés par les inondations et coulées de boue survenues en 1982, 1986, 1987, 1988, 1992, 1995, 1996 et 2014,.
Le Poujol-sur-Orb est exposée au risque de feu de forêt. Un plan départemental de protection des forêts contre les incendies (PDPFCI) a été approuvé en juin 2013 et court jusqu'en 2022, où il doit être renouvelé. Les mesures individuelles de prévention contre les incendies sont précisées par deux arrêtés préfectoraux et s’appliquent dans les zones exposées aux incendies de forêt et à moins de 200 mètres de celles-ci. L’arrêté du 25 avril 2002 réglemente l'emploi du feu en interdisant notamment d’apporter du feu, de fumer et de jeter des mégots de cigarette dans les espaces sensibles et sur les voies qui les traversent sous peine de sanctions. L'arrêté du 11 mars 2013 rend le débroussaillement obligatoire, incombant au propriétaire ou ayant droit,.

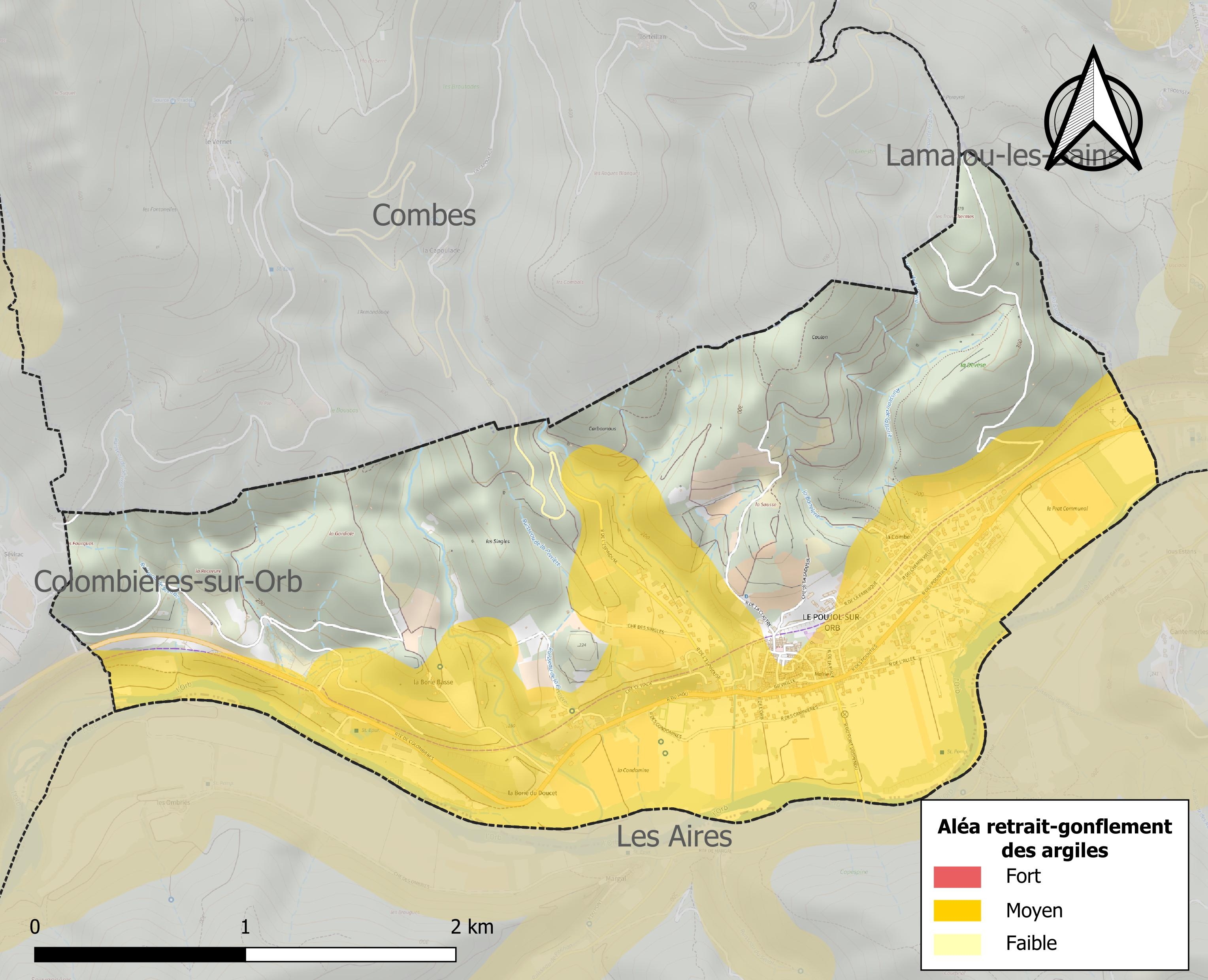
Carte des zones d'aléa retrait-gonflement des sols argileux du Poujol-sur-Orb.

Le retrait-gonflement des sols argileux est susceptible d'engendrer des dommages importants aux bâtiments en cas d’alternance de périodes de sécheresse et de pluie. 48,7 % de la superficie communale est en aléa moyen ou fort (59,3 % au niveau départemental et 48,5 % au niveau national). Sur les 559 bâtiments dénombrés sur la commune en 2019, 498 sont en aléa moyen ou fort, soit 89 %, à comparer aux 85 % au niveau départemental et 54 % au niveau national. Une cartographie de l'exposition du territoire national au retrait gonflement des sols argileux est disponible sur le site du BRGM,.
Par ailleurs, afin de mieux appréhender le risque d’affaissement de terrain, l'inventaire national des cavités souterraines permet de localiser celles situées sur la commune.

#### Risques technologiques
Le risque de transport de matières dangereuses sur la commune est lié à sa traversée par des infrastructures routières ou ferroviaires importantes ou la présence d'une canalisation de transport d'hydrocarbures. Un accident se produisant sur de telles infrastructures est susceptible d’avoir des effets graves sur les biens, les personnes ou l'environnement, selon la nature du matériau transporté. Des dispositions d’urbanisme peuvent être préconisées en conséquence.
La commune est en outre située en aval du Barrage des monts d'Orb, un ouvrage de classe A sur l'Orb, mis en service en 1961 et disposant d'une retenue de 30,6 millions de mètres cubes. À ce titre elle est susceptible d’être touchée par l’onde de submersion consécutive à la rupture de cet ouvrage.

#### Risque particulier
Dans plusieurs parties du territoire national, le radon, accumulé dans certains logements ou autres locaux, peut constituer une source significative d’exposition de la population aux rayonnements ionisants. Certaines communes du département sont concernées par le risque radon à un niveau plus ou moins élevé. Selon la classification de 2018, la commune du Poujol-sur-Orb est classée en zone 2, à savoir zone à potentiel radon faible mais sur lesquelles des facteurs géologiques particuliers peuvent faciliter le transfert du radon vers les bâtiments.

## Économie

### Revenus
En 2018, la commune compte 481 ménages fiscaux, regroupant 1 020 personnes. La médiane du revenu disponible par unité de consommation est de 18 690 € (20 330 € dans le département).

### Emploi
|                | 2008   | 2013   | 2018  |
| -------------- | ------ | ------ | ----- |
| Commune        | 10,1 % | 16 %   | 8,5 % |
| Département    | 10,1 % | 11,9 % | 12 %  |
| France entière | 8,3 %  | 10 %   | 10 %  |

En 2018, la population âgée de 15 à 64 ans s'élève à 612 personnes, parmi lesquelles on compte 70,8 % d'actifs (62,3 % ayant un emploi et 8,5 % de chômeurs) et 29,2 % d'inactifs,. En  2018, le taux de chômage communal (au sens du recensement) des 15-64 ans est inférieur à celui de la France et du département, alors qu'en 2008 la situation était inverse.
La commune fait partie du pôle principal de l'aire d'attraction de Bédarieux,. Elle compte 103 emplois en 2018, contre 125 en 2013 et 138 en 2008. Le nombre d'actifs ayant un emploi résidant dans la commune est de 387, soit un indicateur de concentration d'emploi de 26,6 % et un taux d'activité parmi les 15 ans ou plus de 48,3 %.
Sur ces 387 actifs de 15 ans ou plus ayant un emploi, 69 travaillent dans la commune, soit 18 % des habitants. Pour se rendre au travail, 84,4 % des habitants utilisent un véhicule personnel ou de fonction à quatre roues, 1,9 % les transports en commun, 10,3 % s'y rendent en deux-roues, à vélo ou à pied et 3,3 % n'ont pas besoin de transport (travail au domicile).

### Activités hors agriculture
79 établissements sont implantés  au Poujol-sur-Orb au 31 décembre 2019. Le tableau ci-dessous en détaille le nombre par secteur d'activité et compare les ratios avec ceux du département,.
| Secteur d'activité                                                                                        | Commune | Commune | Département |
| Secteur d'activité                                                                                        | Nombre  | %       | %           |
| --- | ------- | ------- | ----------- |
| Ensemble                                                                                                  | 79      |         |             |
| Industrie manufacturière, industries extractives et autres                                                | 4       | 5,1 %   | (6,7 %)     |
| Construction                                                                                              | 22      | 27,8 %  | (14,1 %)    |
| Commerce de gros et de détail, transports, hébergement et restauration                                    | 24      | 30,4 %  | (28 %)      |
| Information et communication                                                                              | 1       | 1,3 %   | (3,3 %)     |
| Activités immobilières                                                                                    | 4       | 5,1 %   | (5,3 %)     |
| Activités spécialisées, scientifiques et techniques et activités de services administratifs et de soutien | 5       | 6,3 %   | (17,1 %)    |
| Administration publique, enseignement, santé humaine et action sociale                                    | 11      | 13,9 %  | (14,2 %)    |
| Autres activités de services                                                                              | 8       | 10,1 %  | (8,1 %)     |

Le secteur du commerce de gros et de détail, des transports, de l'hébergement et de la restauration est prépondérant sur la commune puisqu'il représente 30,4 % du nombre total d'établissements de la commune (24 sur les 79 entreprises implantées  au Le Poujol-sur-Orb), contre 28 % au niveau départemental.

### Agriculture
|               | 1988 | 2000 | 2010 | 2020 |
| ------------- | ---- | ---- | ---- | ---- |
| Exploitations | 39   | 18   | 10   | 4    |
| SAU (ha)      | 108  | 78   | 76   | 42   |

La commune est dans le « Soubergues », une petite région agricole occupant le nord-est du département de l'Hérault. En 2020, l'orientation technico-économique de l'agriculture  sur la commune est la polyculture et/ou le polyélevage. Quatre exploitations agricoles ayant leur siège dans la commune sont dénombrées lors du recensement agricole de 2020 (39 en 1988). La superficie agricole utilisée est de 42 ha,,.

## Toponymie
La commune a été connue sous les variantes : castrum de Pojols (1164), castro de Poiol (1247), de Pujolio (1271), seigneur de Pujol (1529), etc.
Le nom Poujol dérive de l'occitan pojòl qui vient du latin podiolum = petite colline.

## Histoire
Le Poujol dépendait du point de vue religieux de la paroisse de Saint-Pierre-de-Rhèdes (aujourd'hui sur le territoire de Lamalou-les-Bains). Vers 1600, le seigneur a fait construire l'église Saint-Jean-l'Evangéliste devenue plus tard Saint-Jean-Baptiste, succursale de Saint-Pierre-de-Rhèdes.
Avant la Révolution, on trouvait dans les dépendances du Poujol les hameaux suivants :

Le Vernet, Lascombes, La Capoulade, Torteillan, Lezars, Lou Fraisse, Villecelle, Lamalou, La Borie Basse, Donairoux, Roustirié, Virules.
En 1790, le hameau de Combes, avec les hameaux du Fraisse, le Vernet, Torteillan, la Capoulade, est érigé en commune sous le nom de Combes-Terre Foraine du Poujol.
Le Poujol a été chef-lieu de canton durant la Révolution (de 1790 au 8 Pluviôse an IX (28 janvier 1801)). À cette période, les citoyens de la commune se réunissent au sein de la société révolutionnaire à partir de 1791.
À la suite du décret du 14 février 1921, le village a pris son nom actuel.

## Politique et administration
| Période       | Période   | Identité              | Étiquette | Qualité  |
| ------------- | --------- | --------------------- | --------- | -------- |
| 1947          | 1959      | Clément Astruc        |           |          |
| 1959          | 1977      | Léonce Armand Dolques |           |          |
| 1977          | 1983      | Richard Munoz         |           |          |
| 1983          | mars 2001 | Edmond Castel         |           |          |
| mars 2001     | mars 2008 | Hendrika Tassis       |           |          |
| mars 2008     | août 2011 | Francis Galbe         |           |          |
| novembre 2011 | En cours  | Yves Robin            | SE        | Retraité |

## Démographie

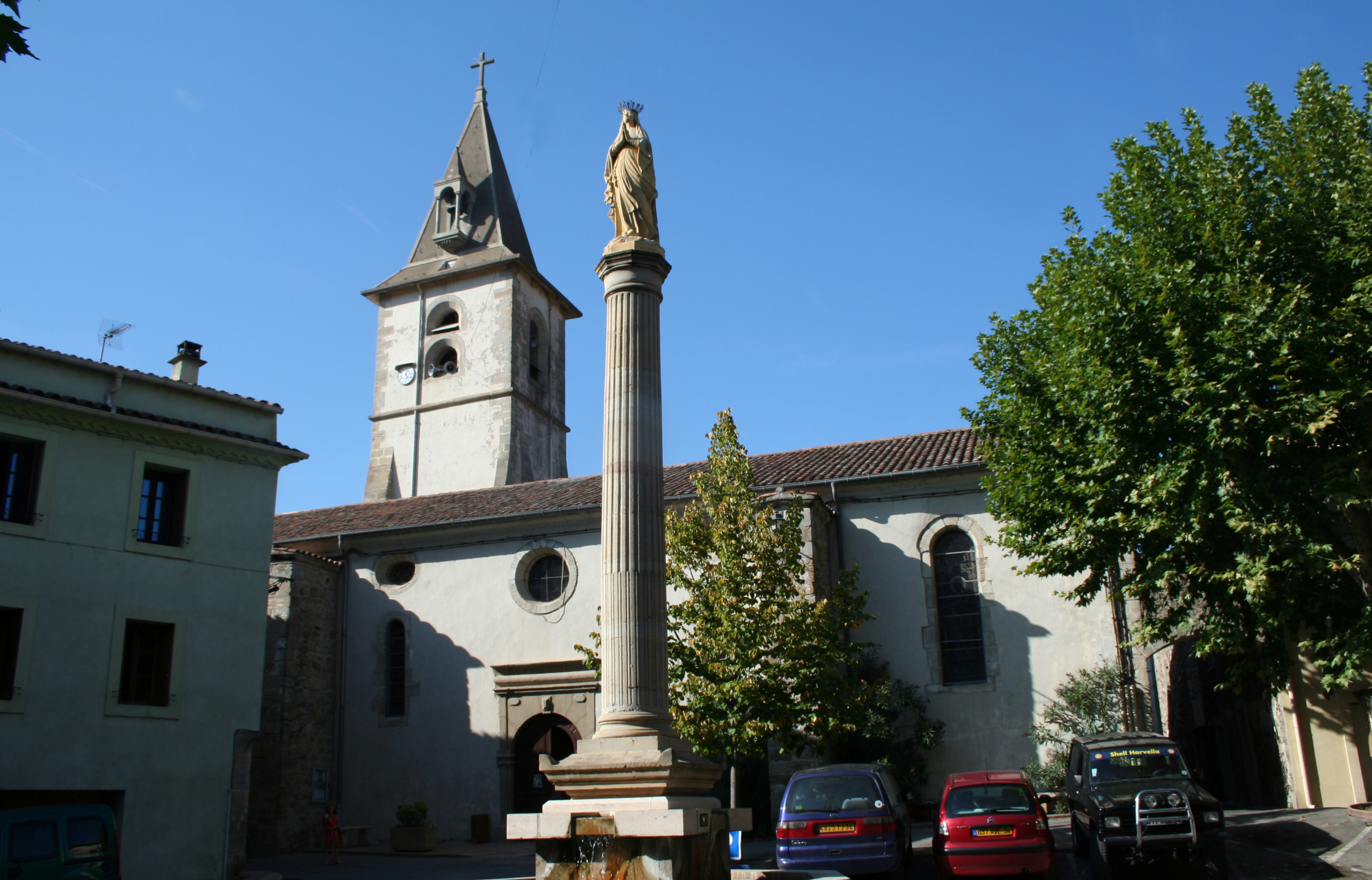
Église Saint-Jean-l'Évangéliste

Au dernier recensement, la commune comptait 944 habitants.
| 1793 | 1800 | 1806  | 1821  | 1831  | 1836  | 1841  | 1846  | 1851  |
| ---- | ---- | ----- | ----- | ----- | ----- | ----- | ----- | ----- |
| 930  | 969  | 1 090 | 1 161 | 1 255 | 1 315 | 1 315 | 1 269 | 1 274 |

| 1856  | 1861  | 1866  | 1872  | 1876  | 1881  | 1886  | 1891  | 1896  |
| ----- | ----- | ----- | ----- | ----- | ----- | ----- | ----- | ----- |
| 1 304 | 1 272 | 1 249 | 1 147 | 1 125 | 1 165 | 1 050 | 1 046 | 1 070 |

| 1901  | 1906  | 1911  | 1921 | 1926 | 1931  | 1936  | 1946 | 1954 |
| ----- | ----- | ----- | ---- | ---- | ----- | ----- | ---- | ---- |
| 1 038 | 1 000 | 1 005 | 968  | 972  | 1 074 | 1 011 | 840  | 859  |

| 1962 | 1968 | 1975 | 1982 | 1990 | 1999 | 2005  | 2006  | 2010  |
| ---- | ---- | ---- | ---- | ---- | ---- | ----- | ----- | ----- |
| 867  | 876  | 826  | 825  | 905  | 890  | 1 025 | 1 034 | 1 024 |

| 2015  | 2020 | 2022 | - | - | - | - | - | - |
| ----- | ---- | ---- | - | - | - | - | - | - |
| 1 053 | 970  | 944  | - | - | - | - | - | - |

## Culture locale et patrimoine
- Église Saint-Jean-l'Évangéliste du Poujol-sur-Orb et ses fresques ;
- Le château : au Moyen Âge, l'existence d'un château en 1164 est confirmée par le cartulaire du château de Foix. La famille seigneuriale qui occupe ce château reste méconnue jusqu'au mariage de Garsinde du Poujol avec Pons III de Thésan au début du XIIIe siècle[37]. De nos jours il abrite des copropriétés aux atours médiévaux.

|  | Les armoiries de Le Poujol-sur-Orb se blasonnent ainsi : De gueules, au pairle losangé d'or et de gueules, accosté à dextre de trois cerises tigées et feuillées de deux pièces, à senestre de deux fraises tigées et feuillées de deux pièces rangées en bande, le tout d'argent. |

### Personnalités liées à la commune
- Alexis Pujol (1739-1804), médecin né sur la commune.
- Eugénie Pastré (1776-1862), négociante marseillaise née dans la commune.
- Adrien Mas (1829-1905), Frère Éxupérien[38].
- Olivier Saïsset (1949-), joueur et entraîneur de rugby, né sur la commune.